# Edyta Bartosiewicz
Edyta Małgorzata Bartosiewicz (Varsavia, 11 gennaio 1965) è una cantautrice e chitarrista polacca.

## Discografia
- 1992 – Love
- 1994 – Sen
- 1995 – Szok'n'Show
- 1997 – Dziecko
- 1998 – Wodospady
- 1999 – Dziś są moje urodziny (Raccolta)
- 2013 – Renovatio
- 2014 – Love & More (Raccolta)
- 2020 – Ten moment